# Bruno Šundov
Bruno Šundov (Split, 10 de febrero de 1980) es un exjugador de baloncesto croata que jugó para cinco equipos de la NBA y más de 20 clubes de todo el mundo. Con una altura de 2,18 metros jugaba en la posición de pívot.

## Trayectoria
Su buena técnica individual y coordinación le valieron para ser elegido por diversos equipos NBA que contaron con sus servicios durante cinco temporadas. Llegó a conquistar la Euroliga tras un paso fugaz por el Maccabi Tel Aviv.
Tras comenzar su carrera en la NBA, al ser elegido por Dallas Mavericks en segunda ronda (puesto 35) del Draft de 1998, Šundov decidió dar el salto a Europa, jugando en las ligas israelita, letona, española... En 2010, tras realizar la pretemporada con el Power Electronic Valencia, firmó un contrato de un mes de duración con este equipo para suplir las lesiones de James Augustine y Robertas Javtokas, acabando la temporada en el KK Split de su Croacia natal. Tras varios meses sin equipo, el 5 de enero de 2011, el Lukoil Academik de Sofia anunció su contratación para suplir a Kaspars Kambala. El 25 de octubre de 2012 ficha por el KK Osjecki Sokol de la liga croata.

## Estadísticas de su carrera en la NBA

### Temporada regular
| Año     | Equipo    | PJ  | PT | MPP  | %TC   | %3P  | %TL   | RPP | APP | ROB | TPP | PPP |
| ------- | --------- | --- | -- | ---- | ----- | ---- | ----- | --- | --- | --- | --- | --- |
| 1998-99 | Dallas    | 3   | 0  | 3.7  | .286  | -    | -     | .0  | .3  | .0  | .0  | 1.3 |
| 1999-00 | Dallas    | 14  | 0  | 4.4  | .387  | -    | 1.000 | .9  | .1  | .1  | .1  | 1.9 |
| 2000-01 | Indiana   | 11  | 4  | 10.9 | .488  | .000 | .600  | 2.1 | .2  | .2  | .4  | 3.9 |
| 2001-02 | Indiana   | 22  | 0  | 4.0  | .400  | -    | .000  | 1.0 | .1  | .1  | .1  | 1.5 |
| 2002-03 | Boston    | 26  | 0  | 5.3  | .250  | .250 | .000  | 1.1 | .3  | .2  | .1  | 1.2 |
| 2003-04 | Cleveland | 4   | 0  | 7.3  | .333  | -    | .500  | 2.5 | .0  | .0  | .0  | 2.3 |
| 2003-04 | New York  | 1   | 0  | 4.0  | 1.000 | -    | -     | .0  | 1.0 | .0  | .0  | 2.0 |
| 2004-05 | New York  | 21  | 0  | 3.5  | .297  | .333 | 1.000 | .6  | .1  | .1  | .1  | 1.2 |
| Total   | Total     | 102 | 4  | 5.1  | .356  | .208 | .526  | 1.0 | .2  | .1  | .1  | 1.7 |

### Playoffs
| Año   | Equipo  | PJ | PT | MPP | %TC   | %3P  | %TL  | RPP | APP | ROB | TPP | PPP |
| ----- | ------- | -- | -- | --- | ----- | ---- | ---- | --- | --- | --- | --- | --- |
| 2002  | Indiana | 1  | 0  | 2.0 | 1.000 | .000 | .000 | .0  | .0  | .0  | .0  | 2.0 |
| Total | Total   | 1  | 0  | 2.0 | 1.000 | .000 | .000 | .0  | .0  | .0  | .0  | 2.0 |